# Superschurk

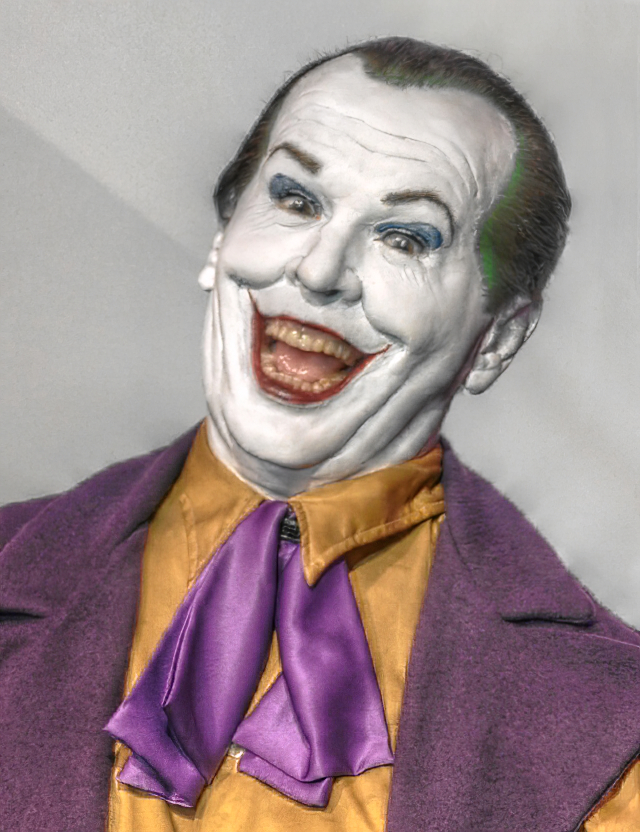
De Joker is de aartsvijand van Batman en een klassieke superschurk in stripboeken

Een superschurk is een personage dat voorkomt in strips, boeken, films en televisieseries. De superschurk is een schurk of slechterik met superkrachten, die vaak als tegenhanger dient voor de superheld. Net als superhelden hebben ze vaak kleurrijke kostuums, bijnamen en uiteenlopende krachten en motieven voor hun daden. 
Veel superschurken hebben de typische karakteristieken van echte schurken zoals dictators, maffiosi en terroristen.

## Oorsprong

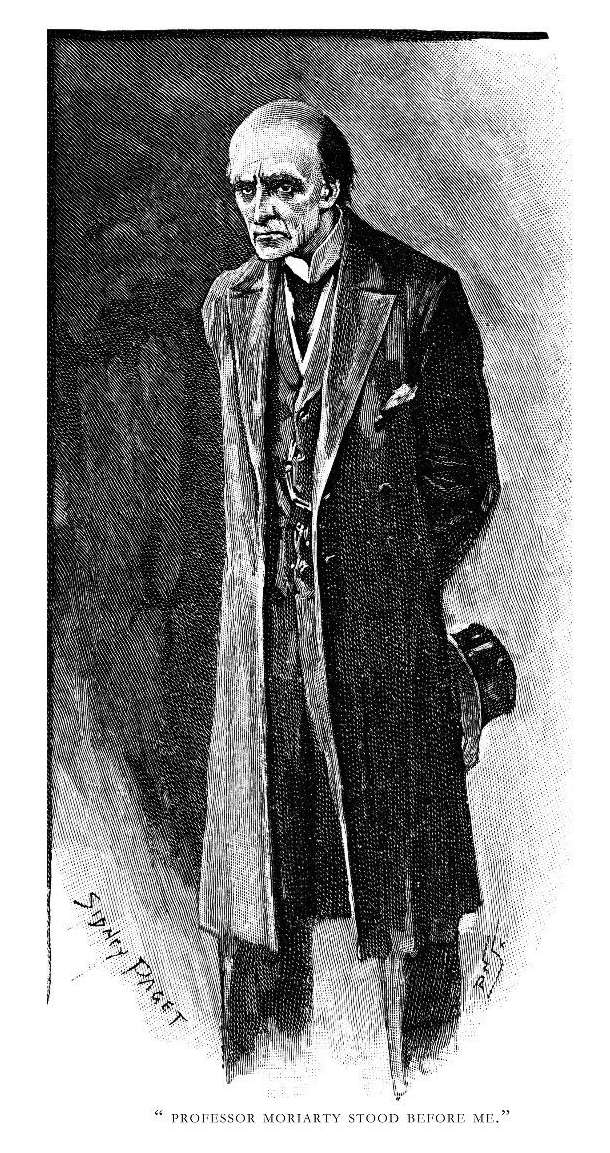
Professor Moriarty, een van de eerste superschurken

Volgens de meeste definities was de eerste superschurk John Devil, een proto-Fantômas bedacht door Paul Féval, père voor zijn boek uit 1862. Een ander vroeg voorbeeld van de superschurk is Professor Moriarty, de aartsvijand van detective Sherlock Holmes, die werd geïntroduceerd in 1891. 
Dr. Fu Manchu, de schurk uit verschillende populaire boeken van Sax Rohmer, was volgens velen de eerste schurk die veel kenmerken vertoonde die inmiddels standaard zijn voor superschurken, waaronder de wens voor wereldoverheersing, gebruik van geheime schuilplaatsen en handlangers. Rohmers werk had een sterke invloed op Ian Fleming, wiens boeken over James Bond het imago van de superschurk verder vorm gaven.
De eerste superschurk met een bizar kostuum was "The Lightning" (de bliksem) uit de film Fighting Devil Dogs uit 1938. Daarmee verscheen de eerste gekostumeerde superschurk zelfs eerder dan de eerste gekostumeerde superheld, Superman.

## Bekende kenmerken
Hoewel superschurken sterk variëren, is er een aantal kenmerken en eigenschappen dat ze vrijwel altijd gemeen hebben. De meeste superschurken hebben de volgende kenmerken:
- Een (enorme) drang om spectaculaire misdaden te plegen of de wereld te veroveren. Soms willen ze zelfs meer dan de wereld zoals het complete heelal.
- Een vaak bizarre en unieke manier om zich te ontdoen van hun vijanden en ieder ander die ze in de weg staat.
- Een sadistische aard en asociaal gedrag of intellectuele superioriteit.
- Een vijand of groep van vijanden die ze geregeld bevechten.
- De enorme drang om wraak te nemen op die vijand indien ze een keer door hen verslagen zijn. Deze wraakacties gaan vaak gepaard met het plan de vijand eerst te laten lijden voordat hij sterft.
- Uitgebreide kennis over een bepaald wetenschappelijk gebied. Dit is vooral een kenmerk van het kwaadaardige stereotype.
- Bovenmenselijke krachten of speciale vaardigheden, gelijk aan die van superhelden. Vaak verkrijgen superschurken deze krachten door eigen experimenten op zichzelf in plaats van via een natuurlijk proces of ongelukken zoals dat vaak bij superhelden het geval is. Vergelijk bijvoorbeeld eens de oorsprong van de Green Goblin met die van zijn aartsvijand Spider-Man.
- Een duister en angstaanjagend ogend hoofdkwartier of schuilplaats, waarvan de locatie vaak geheim wordt gehouden voor iedereen (soms zelfs de kijkers/lezers). Sommige schurken geven er echter de voorkeur aan om hun hoofdkwartier publiekelijk bekend te maken (zoals Dr. Dooms kasteel in Latveria). Verder zijn er superschurken met een mobiel hoofdkwartier.
- Een vast thema waarop de schurk zijn misdaden baseert. Bijvoorbeeld: de Riddler gebruikt altijd puzzels en raadsels; Mysterio gebruikt special effects zoals die in de filmindustrie gebruikelijk zijn. De meeste superschurken blijven ook (onbewust) hun thema hanteren, hoe onpraktisch of belachelijk dit ook overkomt op anderen.
- Hoewel er weleens samenwerkingen plaatsvinden tussen superschurken, en er zelfs superschurkenteams hebben bestaan (zoals de Brotherhood of Mutants en de Sinister Six), kiezen de meeste superschurken ervoor om alleen te werken. Vaak hebben ze wel simpele en niet al te slimme handlangers.
- Sommige superschurken werken alleen van achter de schermen, vaak uit angst voor hun tegenstanders of omdat ze zelf fysiek niet veel voorstellen. Voorbeelden zijn Lex Luthor en Ernst Stavro Blofeld.
- Continu weigeren eigen fouten toe te geven, en de schuld van een mislukte misdaad altijd afschuiven op hun helpers of vijanden.
- Een achtergrondverhaal dat verklaart hoe de schurk zijn krachten verkreeg, en wat zijn motieven waren om een schurk te worden. Deze verhalen bevatten vaak een hoop tragische gebeurtenissen en soms een vriendschap met hun toekomstige vijand.

## Subtypes
Net als superhelden zijn superschurken in te delen in verschillende subtypes. Superschurken worden vaak ingedeeld volgens hun motieven:
Het kwaadaardige genie (evil genius)Dit zijn schurken die vooral standaard waren in de Golden Age van de strips. Deze zijn echt door en door slecht en hebben een constante honger naar macht. Voorbeelden zijn Lex Luthor, Dr. Doom, Red Skull, Krang, Professor Moriarty, Krimson en Joachim Sickbock. Tegenwoordig komt dit type schurk minder voor en zijn de schurken een stuk complexer. Ook de gestoorde professor wordt tot deze groep gerekend.
De Gevallene (the Fallen)Schurken die tot misdaden vervielen onder corrupte invloed. Voorbeelden zijn Two-Face, Darth Vader, Venom en de Green Goblin.
De PsychopaatSchurken die compleet gestoord of doorgedraaid zijn, en niet in staat zijn hun moordlustige neigingen onder controle te houden. Voorbeelden zijn Sabretooth, Shredder, de Joker en Carnage.
De Huursoldaat (Mercenary)Dit zijn "gewone" misdadigers die over superkrachten beschikken. Ze hebben zelf geen drang voor werelddominatie of iets dergelijks, en verhuren zichzelf aan wie hun hulp maar nodig heeft. Voorbeelden zijn Sandman, Electro en Blob.
Het BeestSchurken die in beestachtige wezens of monsters veranderen, en in die vorm zichzelf niet langer kunnen beheersen. Voorbeelden zijn Man-Bat, Dr Jekyll, Baxter the Fly, De Lizard en Sauron.
De TricksterSchurken die de helden terroriseren voor hun eigen plezier. Vaak zijn ze veel sterker dan de held, en moeten via slimheid worden overwonnen. Voorbeelden zijn Mr. Mxyzptlk, Impossible Man, Q en de Riddler.
De Born-and-Bred (Geboren en opgevoede)De superschurken in deze categorie zijn vaak aliens die van een planeet komen waar hun gedrag als normaal wordt gezien. Voorbeelden zijn Super-Skrull, Davros, Malafide, Lord Zedd en Brainiac.
De NobeleSuperschurken die doelen of motieven hebben die als nobel gezien kunnen worden en waar de held het op zich mee eens is, maar deze doelen op een extreme manier nastreven waardoor de held toch gedwongen is hun een halt toe te roepen. Het beste bekende voorbeeld uit deze categorie is Magneto, de vaste vijand van de X-Men. Magneto is een overlevende van de Holocaust, en vreest dat de geschiedenis zich zal herhalen, maar nu met mutanten als slachtoffers. Hij gebruikt echter terrorisme en oorlog om de menselijke onderdrukking van mutanten tegen te gaan. Andere voorbeelden zijn Poison Ivy en Ra's Al Ghul, die beide de natuur of het milieu willen beschermen, maar niet te beroerd zijn daarvoor de mensheid uit te roeien.
- - In Japans anime- en tokusatsu-series komen ook vaak dit soort "nobele schurken" voor. Deze schurken hebben vaak in zekere zin respect voor hun tegenstanders. Een veel gebruikte plot is dat de schurk in het krijt staat bij de held en probeert zijn schuld te vereffenen. Maar wanneer dit eenmaal is gedaan, gaan ze gewoon door met hun misdaden.

De UltimateEen aantal superschurken, zoals Galactus en Apocalypse personifiëren natuurkrachten en kunnen niet zomaar worden beoordeeld volgens simpele standaarden van moraliteit.
De Duistere Heer (Dark Lord)Een duistere schurk die soms meer een duivelse kracht is dan een persoon. Dit type schurken is vaak zeer bedreven in (duistere) magie en voert meestal legers van duistere magiërs of helse wezens aan. Sommige duistere heren worden zo gevreesd dat men zijn naam niet durft uit te spreken, zoals bijv. Voldemort uit Harry Potter en Sauron uit In de Ban van de Ring.
In de hedendaagse stripboeken zijn de karakteristieken van zowel superhelden als superschurken sterk veranderd ten opzichte van oudere strips. De superschurken zijn bijvoorbeeld niet langer “puur slecht”, maar hebben verschillende motieven gekregen. In de loop der tijd zijn sommige schurken zelfs antihelden geworden zoals Magneto, Elektra Natchios, Venom, Sandman, Catwoman, Emma Frost, Juggernaut en Mystique.

## Superschurken vs. superhelden
Veel superschurken zijn in alle opzichten precies het tegenovergestelde van de superhelden die ze vaak bevechten. Voorbeeld: Wolverine probeert continu zijn beestachtige instincten onder controle te houden terwijl zijn vijand Sabretooth ze juist volop gebruikt. Batman wordt neergezet als een donker en humorloos karakter die de orde symboliseert terwijl zijn aartsvijand The Joker een kleurrijke schurk is die veel van (lugubere) grappen houdt en juist chaos symboliseert. Professor X probeert mensen en mutanten in vrede te laten samenleven, terwijl Magneto juist vindt dat mutanten over de mensen zouden moeten heersen.
Deze tegenstrijdigheid is vaak nog directer. Bizarro is een mislukte kloon van Superman. Venom is de duistere doorgedraaide versie van zijn tegenstander Spider-Man. hij draagt zelfs Spider-Mans oude zwarte kostuum, en heeft dezelfde krachten als hem.